# Jiří Čihař
Jiří Čihař (21. října 1930 Praha – 2009) byl český přírodovědec, zoolog, popularizátor vědy, spisovatel, fotograf a překladatel. Dvounásobný držitel ocenění Českého literárního fondu, autor vědeckých a odborných publikací a přírodovědné populárně-naučné literatury.

## Životopis
Narodil se v rodině ministerského rady JUDr. Jaromíra Čihaře a Jiřiny Čihařové, rozené Srncové, a měl sestru Evu. Navštěvoval obecnou školu Na Hladkově v Praze 4, později Akademické gymnázium v Praze Na Příkopě, poté Obchodní akademii v Děčíně a v Praze-Karlíně. Po maturitě (v roce 1949) vystudoval Přírodovědeckou fakultu Univerzity Karlovy v Praze .
Po studiích pracoval v letech 1955–1965 ve Státním rybářství v Praze, od roku 1966 v Univerzitní knihovně v Praze jako knihovník a biolog. Odborně zakotvil v Národním muzeu v Praze, kde v letech 1966–1990 působil v zoologickém oddělení jako specialista v oborech ichtyologie, herpetologie a batrachologie. Výzkumy prováděl zejména v Čechách s důrazem na pražské okolí, Šumavu a Krkonoše, také na Slovensku (Orava, Tatry, východní a jižní Slovensko). Pracovně a opakovaně cestoval na Balkán, Apeninský poloostrov, Nový Zéland a do Austrálie.
Byl dvakrát ženatý, z těchto manželství měl dvě děti, Janu (1953) a Martina (1959).

## Dílo
Jiří Čihař je autorem přibližně 150 prací vědeckých a odborných, participoval také na tvorbě encyklopedické literatury (Příroda ČSSR, Fauna ČR a SR ...). Je autorem asi patnácti populárně-naučných monografií o rybách, obojživelnících a plazech, z nichž byla řada přeložena do anglického, německého a francouzského jazyka. Překládal přírodovědnou literaturu z němčiny, je autorem fotografií v přírodovědné literatuře. Psal beletrii, je autorem cestopisu a fantasy povídek.

### Vybraná odborná a populárně-naučná knižní literatura
- Tajemný svět ryb (1971)
- Příroda v ČSSR (hlavní autor a editor; 1976, 1978, 1988; 4. vydání v roce 2002 pod názvem Příroda v České a Slovenské republice)
- Naše hory (1976)
- Naše přehrady (spoluautor; 1978)
- Sladkovodní ryby (1978)
- Obojživelníci a plazi (1979)
- O rybách a rybaření (1983)
- Horské rostliny ve fotografii (spoluautor, autor fotografií; 1983) – oceněno Státním zemědělským nakladatelstvím
- Teraristika: biologie a chov obojživelníků a plazů (1989)
- Plazi a obojživelníci (1993)
- Ryby sladkých vod (1993, 2001, 2005)
- Mihulovci – Petromyzontes a ryby – Osteichthyes adol. (autor ilustrací; 1995)
- Naše ryby: kapesní průvodce (2003)
- Rodiče a děti: zákon zachování druhu rostlin a živočichů (2004)

### Beletrie
- „Údolí“ (in: Železo přichází z hvězd: antologie nových českých vědeckofantastických povídek, 1983)
- „Kráva“ (in: Návrat na planetu Zemi: antologie české a slovenské science fiction, 1985); Cena Karla Čapka 1982 (2. místo)
- Údolí moudrých hlav. Metapovídky (1988)
- Na jih od Sofie (1989)

### Překlady
Překládal z němčiny, především přírodovědeckou literaturu (např. v edici Průvodce přírodou nakl. Knižní klub).